# Бентос

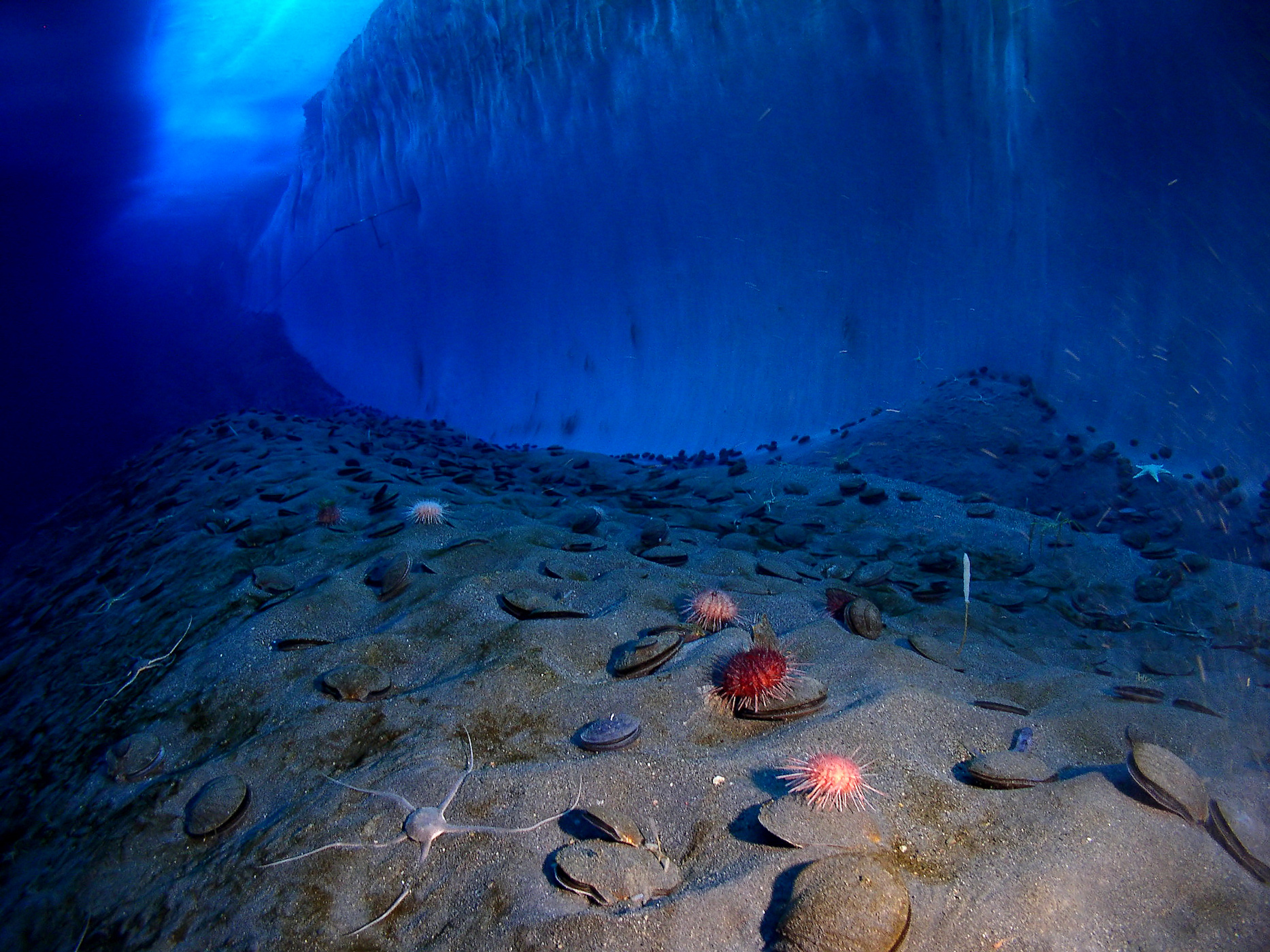
Дно моря з численними і різноманітними безхребетними у антарктичних водах.

Бе́нтос (грец. βενθος — «глибина») — сукупність організмів, що мешкають на дні водойм. Поділяється на фітобентос (водорості, квіткові рослини) і зообентос (донні тварини). До його складу входять організми різних трофічних груп: продуценти (водорості, квіткові рослини, хвощі); детритофаги, що споживають рештки відмерлих тварин та рослин; хижаки, що споживають менших тварин; редуценти, що беруть участь в розкладенні детриту до мінеральних речовин.
Для прісноводного бентосу звичайні діатомові водорості, личинки одноденок, волохокрильців і хірономід, олігохети, перловиці та інші види двостулкових молюсків, ракоподібні. Бентос бере участь у формуванні відкладень органічних речовин на дні водойм — сапропелю. На різних ґрунтах склад бентосу може сильно відрізнятись.
Морський бентос є різноманітнішим, і найбільший вплив на його склад завдає глибина. В прибережній зоні морів до складу бентосу входять сидячі організми (водорості, корали, губки, мшанки, асцидії), риючі (кільчасті черви, молюски), повзаючі (ракоподібні, голкошкірі) та вільно плаваючі біля дна (камбалоподібні, скати, черевоногі молюски). На скельному субстраті багато водоростей та рослинноядних тварин, а всередині твердого субстрату мешкають організми-свердлильщики (в основному двостулкові молюски). Склад бентосу на піщаному та намуловому ґрунті помітно відрізняється. Взагалі для кожного типу донних відкладів та глибин характерний свій склад бентосу. Глибоководний бентос представлений майже винятково гетеротрофами та хемоавтотрофами.
Сумарна біомаса бентосу Світового океану оцінюється у величину близько 10 млрд тон, причому більш ніж 90 % припадає на долю континентального шельфу.

## Класифікація бентосу за розміром
На основі розмірів організмів бентос поділяється на такі категорії:
- Макробентос — добре помітні організми, що мають розміри більш за > 1 мм[2][3]. Містить поліхет, двостулкових молюсків, голкошкірих, корали, губки, асцидії, турбелярії та великих ракоподібних, таких як краби, лобстери і кумові раки.

- Мейобентос — дрібні організми, що мають розміри від 0,1 мм до 1 мм[4]. Як приклад можна навести нематод, фораменіфер, тихоходів, гастротріхів і дрібних ракоподібних, таких як копеподи і остракоди.

- Мікробентос — містить мікроскопічні організми, розміром менш за 0,1 мм[3]. Як приклад: бактерії, діатомові, інфузорії, амеби, джгутикові.